# ایکینز (اکلاهما)
ایکینز(به انگلیسی: Akins) شهری در ایالت اکلاهما کشور ایالات متحده آمریکا است که جمعیت آن در سرشماری سال ۲۰۱۰ میلادی، ۴۹۳ نفر بوده‌است.